# سلفا
سلفا هي بلدة إيطالية تقع في مقاطعة بولسانو شمال إيطاليا وتبعد حوالي 30 كم عن مدينة بولسانو.